# جيمي كولينز (لاعب كرة سلة)
جيمي كولينز (بالإنجليزية: Jimmy Collins)‏ (24 نوفمبر 1946 بسيراكيوز في الولايات المتحدة - ) هو مدرب كرة سلة ولاعب كرة سلة أمريكي في مركز هجوم خلفي. لعب مع شيكاغو بولز وإلينوي فايتينغ إليني ‏ وفريق جامعة نيومكسيكو أجيز ‏ وفريق جامعة إلينوي فلايمز لكرة السلة ‏.

## وصلات خارجية
- جيمي كولينز على موقع إن بي أي (الإنجليزية)
- جيمي كولينز على موقع سبورتس رفرنس (الإنجليزية)
- جيمي كولينز على موقع كلية كرة السلة في سبورتس رفرنس.كوم (الإنجليزية)
- جيمي كولينز على موقع ريلجم (الإنجليزية)
- جيمي كولينز على موقع بروبوليرز (الإنجليزية)
- جيمي كولينز على موقع كلية كرة السلة في سبورتس رفرنس.كوم (الإنجليزية)